# لان پاف
لان پاف (انگلیسی: Lon Poff؛ ‏ ۸ فوریهٔ ۱۸۷۰ – ۸ اوت ۱۹۵۲) بازیگر اهل ایالات متحده آمریکا بود.

## گزیدهٔ فیلم‌شناسی
- سه تفنگدار (۱۹۲۱)
- نعل‌بند دهکده (۱۹۲۲)
- جان‌فروشی (۱۹۲۳)
- طمع (۱۹۲۴)
- بیوه سرمست (۱۹۲۵)
- زندگی ناگوار نیست؟ (۱۹۲۵)
- تله آدم‌گیر (۱۹۲۶)
- ماشین قراضه پادشاه به سلامت (۱۹۲۶)
- اولین اتومبیل (۱۹۲۷)
- مردی که می‌خندد (۱۹۲۸)
- وایکینگ (۱۹۲۸)
- دو ملوان (۱۹۲۸)
- نقاب آهنین (۱۹۲۸)
- پرونده قتل لورل-هاردی (۱۹۳۰)
- تام سایر (۱۹۳۰)
- راه بازگشت به خانه (۱۹۳۱)
- بیل سفیر کبیر (۱۹۳۱)
- خیلی بزرگ (۱۹۳۲)
- معمای موزه موم (۱۹۳۳)
- تلگراف مهمانی (۱۹۳۵)
- فلش گوردون (۱۹۳۶)
- گلوله‌ها یا قرعه‌ها (۱۹۳۶)
- فرشته سپید (۱۹۳۶)
- بیا و بگیرش (۱۹۳۶)
- تنها یکبار زندگی می‌کنید (۱۹۳۷)
- شهره شهر نیویورک (۱۹۳۷)
- ماجراهای تام سایر (۱۹۳۸)
- ویکتور هربرت بزرگ (۱۹۳۹)
- خانه هفت شیروانی (۱۹۴۰)
- سفرهای سولیوان (۱۹۴۱)
- این زمین مال من است (۱۹۴۳)
- هرچه بیشتر، خوشحال‌تر (۱۹۴۳)
- ژان دارک (۱۹۴۸)
- مادام بوواری (۱۹۴۹)
- سود کم پدر (۱۹۵۱)